# مجلس دبي للتصميم والأزياء
تأسس مجلس دبي للتصميم والأزياء بموجب المرسوم رقم (23) لعام 2013 الصادر عن الشيخ محمد بن راشد آل مكتوم، نائب رئيس الإمارات العربية المتحدة رئيس مجلس الوزراء حاكم دبي.

## ملخص
انشأ المجلس كجهد مشترك بين المجلس التنفيذي في دبي وسلطة منطقة دبي الحرة للتكنولوجيا والإعلام لوضع خارطة طريق لصناعة التصميم والأزياء. كانت إحدى المهام الأولية للمجلس هي تقديم استراتيجية شاملة تحدد وتوجيه نمو وتطور صناعة الأزياء في دبي. نيز جبريل هو الرئيس التنفيذي لمجلس دبي للتصميم والأزياء.
يساعد المجلس في ربط المواهب بالسوق الأساسية من خلال التوجيه والوصول إلى أفضل العقول التجارية في الصناعة الإبداعية. وهو يدعم المصممين في تجميع نموذج الأعمال وجذب الأموال وتحديد مصادر وحدات التصنيع والإنتاج. أعضاء مجلس إدارة المجلس مزيج من الشركات والأفراد المبدعين متواجدون للمساعدة. ويعمل المجلس أيضًا على تطوير قوانين الملكية الفكرية في المنطقة وتنفيذها من خلال تثقيف أعضائه والمجتمع.
في أكتوبر 2015، أصدر المجلس تقرير توقعات التصميم في منطقة الشرق الأوسط وشمال أفريقيا لعام 2015، والذي يقدم تحليلاً شاملاً لصناعة التصميم في الشرق الأوسط. وفي مايو 2016، أصدرت تقرير توقعات تعليم التصميم في منطقة الشرق الأوسط وشمال أفريقيا، والذي يقدم نظرة ثاقبة حول مشهد تعليم التصميم في منطقة الشرق الأوسط وشمال أفريقيا. تركز توقعات تعليم التصميم في منطقة الشرق الأوسط وشمال أفريقيا على ستة أسواق تصميم رئيسية في المنطقة، بما في ذلك الإمارات العربية المتحدة وقطر ولبنان والأردن والكويت.
جزء من ولاية المجلس هو أيضًا إنشاء مدرسة للتصميم في المنطقة.